# James Riley
James Riley (Colorado Springs, Colorado; 27 de octubre de 1982) es un futbolista estadounidense y actualmente juega en Extremadura CF.

## Trayectoria
| Período   | Club      |
| --------- | --------- |
| 2001-2004 | Barcelona |

| Período   | Club                   | Partidos (goles) |
| --------- | ---------------------- | ---------------- |
| 2005-2007 | New England Revolution | 70 (1)           |
| 2008      | San Jose Earthquakes   | 24 (0)           |
| 2009-2011 | Seattle Sounders FC    | 84 (1)           |
| 2012      | Chivas USA             | 32 (0)           |
| 2013      | D.C. United            | 21 (0)           |
| 2014      | Extremadura CF         | 0 (0)            |

- Datos: Q1989019
- Multimedia: James Riley (soccer) / Q1989019